# Camargo (Cantabrie)
Pour les articles homonymes, voir Camargo.
Camargo est une commune espagnole de Cantabrie située sur la baie de Santander